# برانساليوني
برانساليوني هي بلدة تقع في مقاطعة ريدجو كالابريا في إيطاليا.